# Крокодиново
Крокодиново — деревня в Починковском районе Смоленской области России. Входит в Мурыгинское сельское поселение.
Население — 30 жителей (2007 год).
Расположена на правом берегу Россажи напротив деревни Макшеево, в 22 км к северо-западу от Починка и в 23 км к юго-юго-востоку от окраин Смоленска.
Имеется подъездная дорога от проходящей в 1,5 км к востоку автодороги Р120 Смоленск — Брянск. В 10 км к востоку проходит железная дорога Смоленск — Брянск (ближайшие станции — Яновский, Панская).